# エルンスト・ルートヴィヒ・キルヒナー
エルンスト・ルートヴィヒ・キルヒナー（Ernst Ludwig Kirchner, 1880年5月6日 - 1938年6月15日）は、20世紀前期のドイツの画家。エーリッヒ・ヘッケル、カール・シュミット＝ロットルフらと並ぶドイツ表現主義の代表的画家である。裸婦画でも知られている。ナチスによる退廃芸術展に多数の作品が展示された。後に自殺している。

## 生涯
1880年、バイエルン王国アシャッフェンブルクに生まれた。1901年、ドレスデンのドレスデン工科大学で建築学を学んだ後、1903年から1904年にかけてミュンヘンで美術を学んでいる。1905年、ドレスデンにてヘッケル、シュミット＝ロットルフらと画家グループ「ブリュッケ」（「橋」の意）を結成した。「ブリュッケ」の画家たちは、共通の表現様式や主義をもっていたわけなく、従来のアカデミックな芸術に反抗する若手画家の集団であった。彼らは自由な集団で、ヌード・モデルを起用しての裸婦画制作にも積極的に取り組んだ。1906年にはキルヒナーのグループは、ドレスデンでヌード画を中心にした、最初のグループ展を開催した。キルヒナーは1911年、他の「ブリュッケ」の仲間らとともにベルリンに移住した。1912年には、カンディンスキー、マルクらの結成した「青騎士」グループの展覧会にも出品している。「ブリュッケ」には後にエミール・ノルデらも誘われて参加するが、グループは1913年には解散した。この頃にはベルリンの街を題材とした一連の大作を多く発表している。
第一次世界大戦勃発後、エルンストは兵役に就く。1915年にザクセン州ハレの砲兵隊に配属されたが、神経衰弱が酷かったことから同年11月に除隊になり、フランクフルト近郊のサナトリウムで療養生活を送った（戦争に対する衝撃は、右手を切断した姿で描かれた「兵士としての自画像」に端的に表れている）。1917年にはスイス・ダボスに移って山並を題材とした作画活動を続けるが、1930年代半ばからは心身の衰弱がさらに激しくなり、肺結核も患った。
1933年に政権掌握したナチス・ドイツにより1937年、自分の作品が「退廃芸術」とされ、「退廃芸術展」に作品が32点も出展されるなどしたことにもショックを受け、1938年にダボス・フラウエンキルヒの自宅で「ピストル自殺」を遂げた。享年58歳。ダボスには、彼の作品を多く所蔵したダボス・キルヒナー美術館がある。
キルヒナーの絵画は、フランスのフォーヴィスムの影響とともに、ドレスデンの民族学博物館で見たアフリカやオセアニアの民族美術に影響を受けているとされる。大胆なデフォルメと強烈な原色の対置を特色とする技法で描かれたキルヒナーの人物たちは、どこか退廃と不安の影を宿している。ドイツ表現派の他の画家たちと同様、版画にも強い関心を示し、多くの作品を残している。

## 代表作

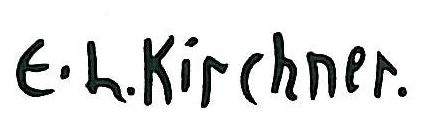
キルヒナーのサイン

- マルツェッラ（1909年-1910年、ストックホルム近代美術館）
- 「グラスのある静物」（1912年、愛知県美術館）
- 街（1913年、ニューヨーク近代美術館）
- 街の5人の女（1913年、ケルン、ヴァルラフ＝リヒャルツ美術館）
- ハレの赤い塔（1915年、エッセン、フォルクヴァンク美術館）
- 兵士としての自画像（1915年、オハイオ州オベリン大学アレン記念美術館（英語版））
- 「ブリュッケ」の画家たちの肖像（1926-1927年、ケルン、ヴァルラフ＝リヒャルツ美術館）

## ギャラリー

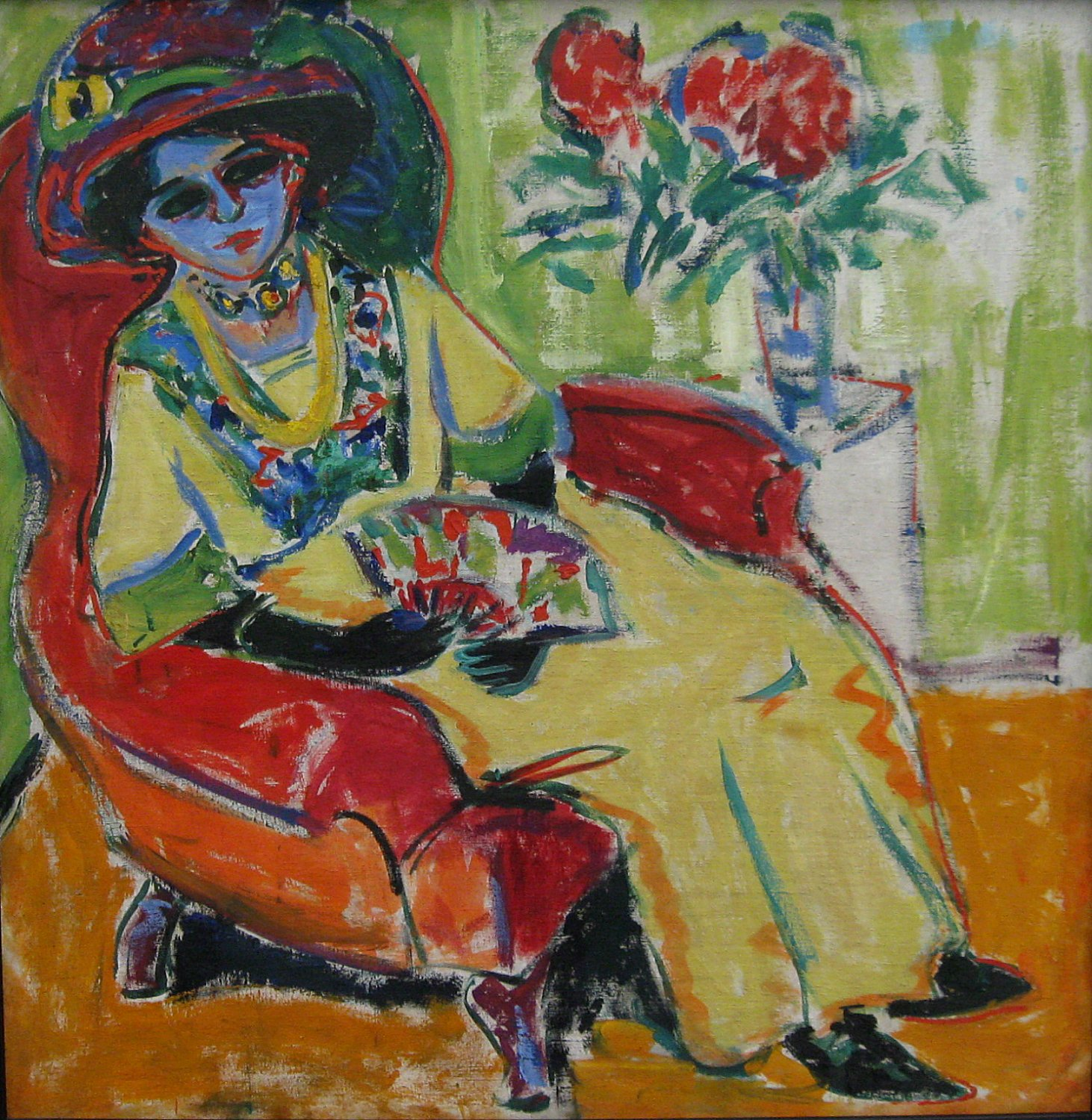
座る女（1907年） "Sitzende Dame"
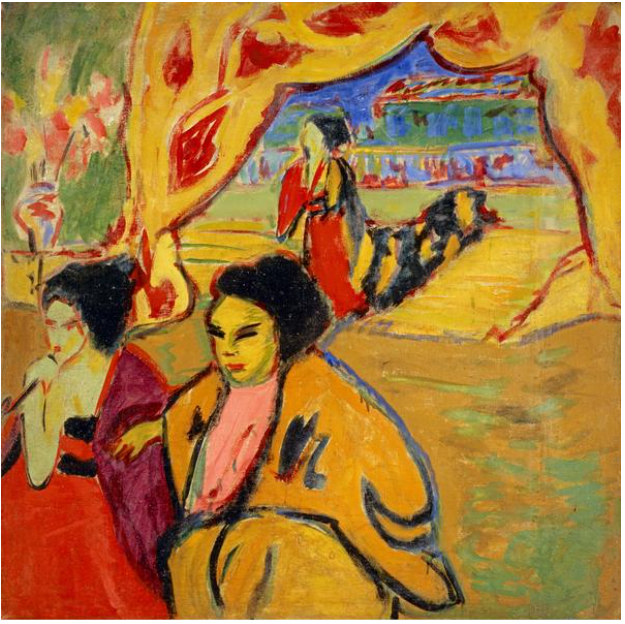
日本の劇場 (1909)
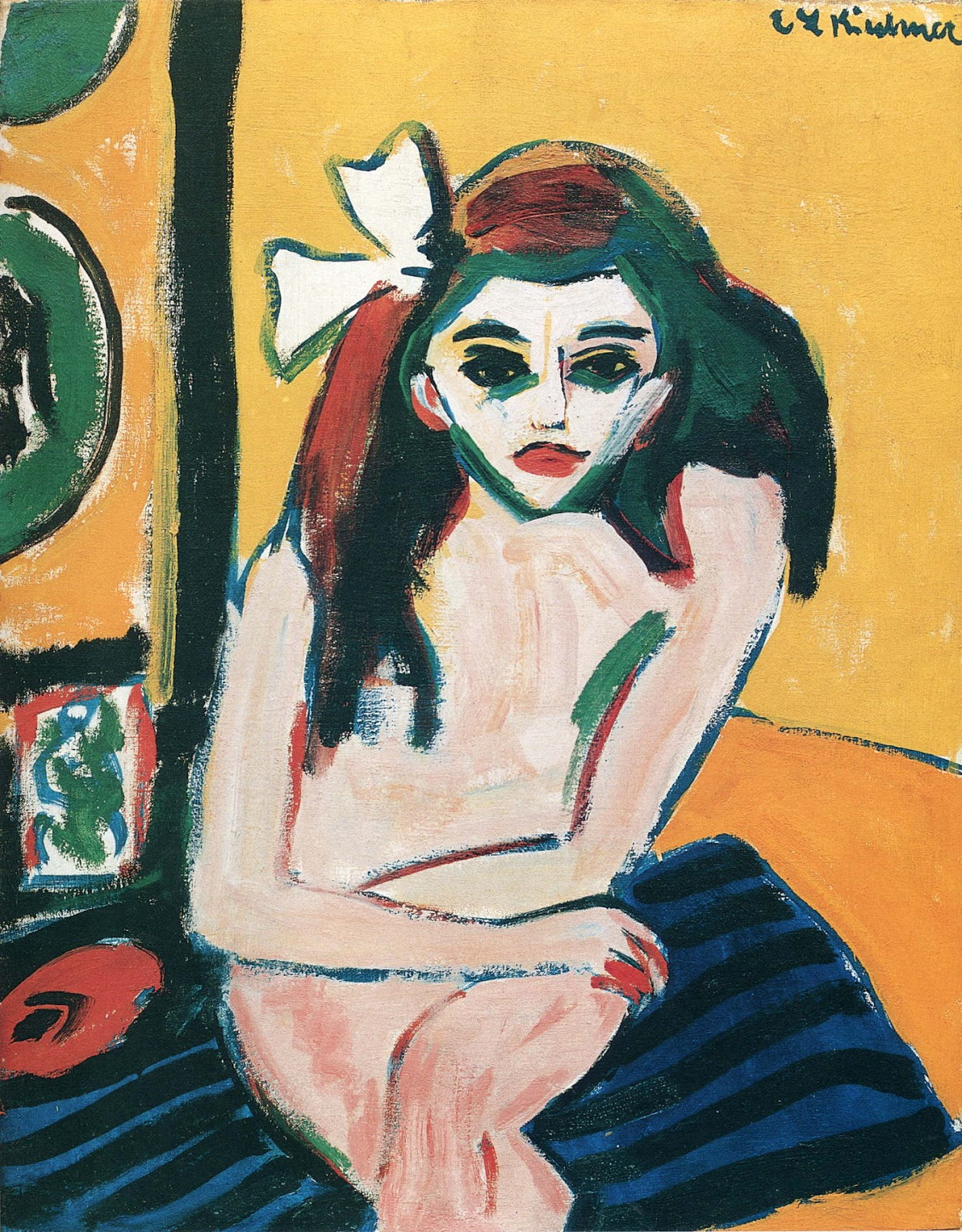
マルツェッラ（1909-1910年） "Marzella"
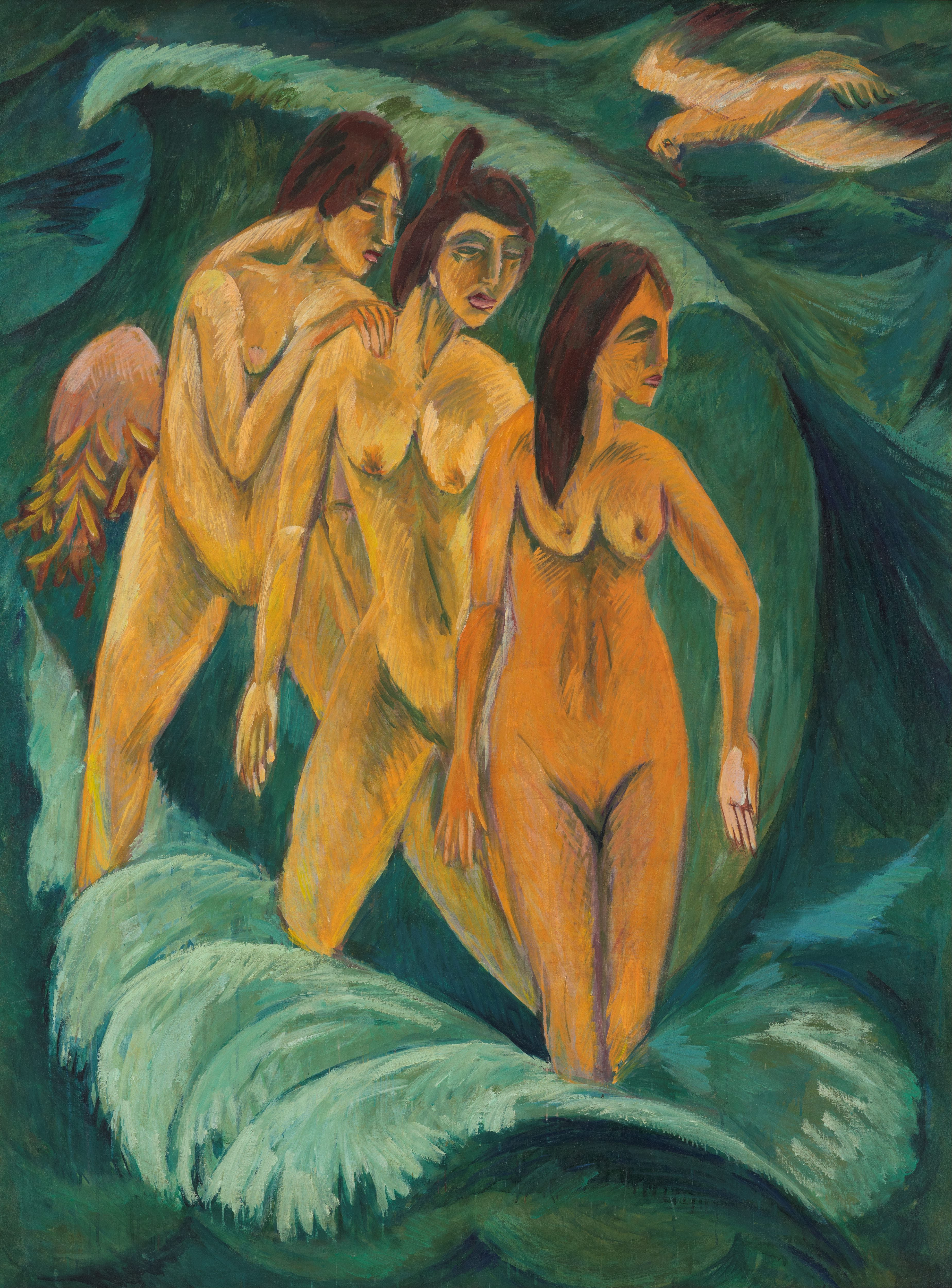
水浴する三女性（1913年） "Drei Badende"
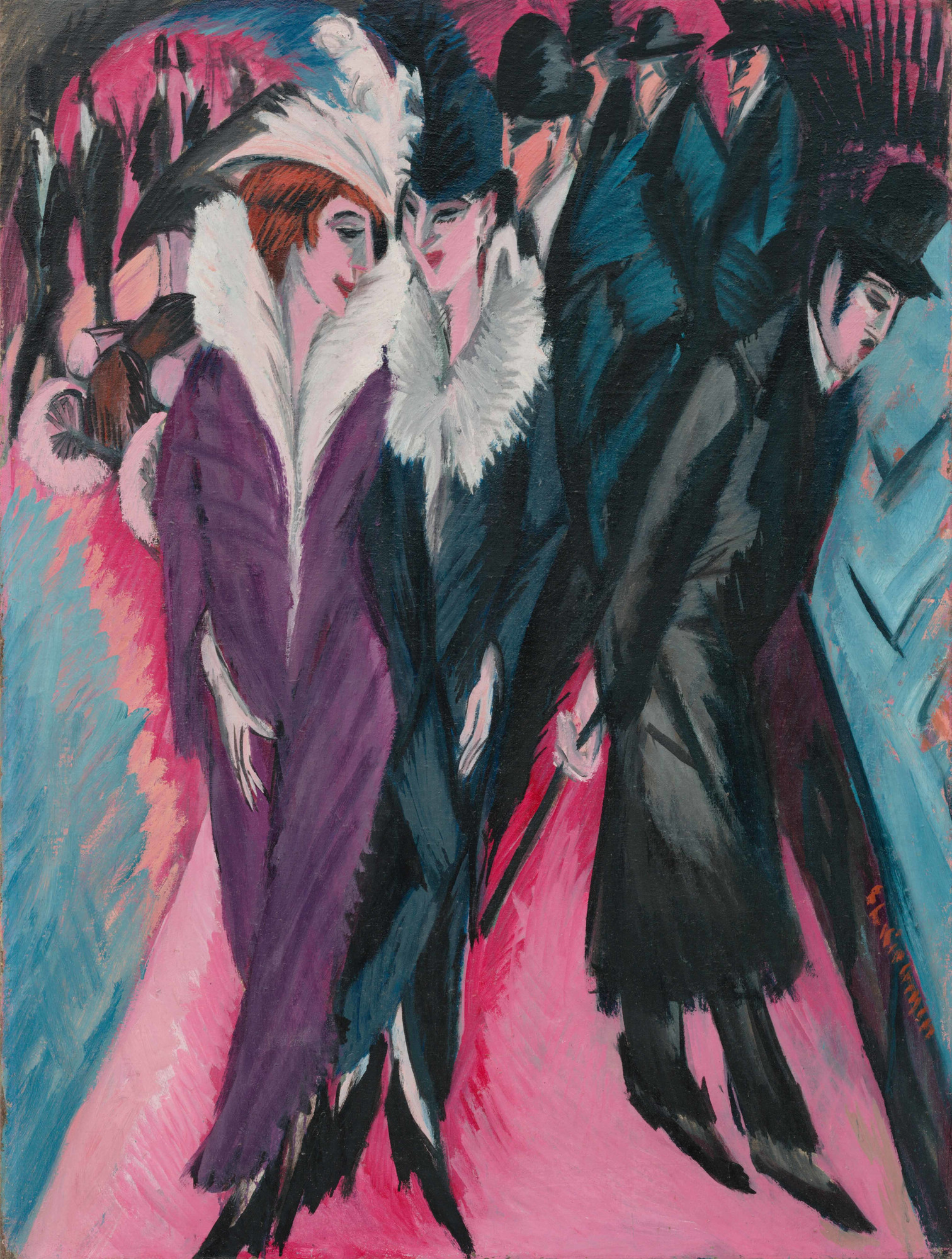
街（1913年） "Die Straße"
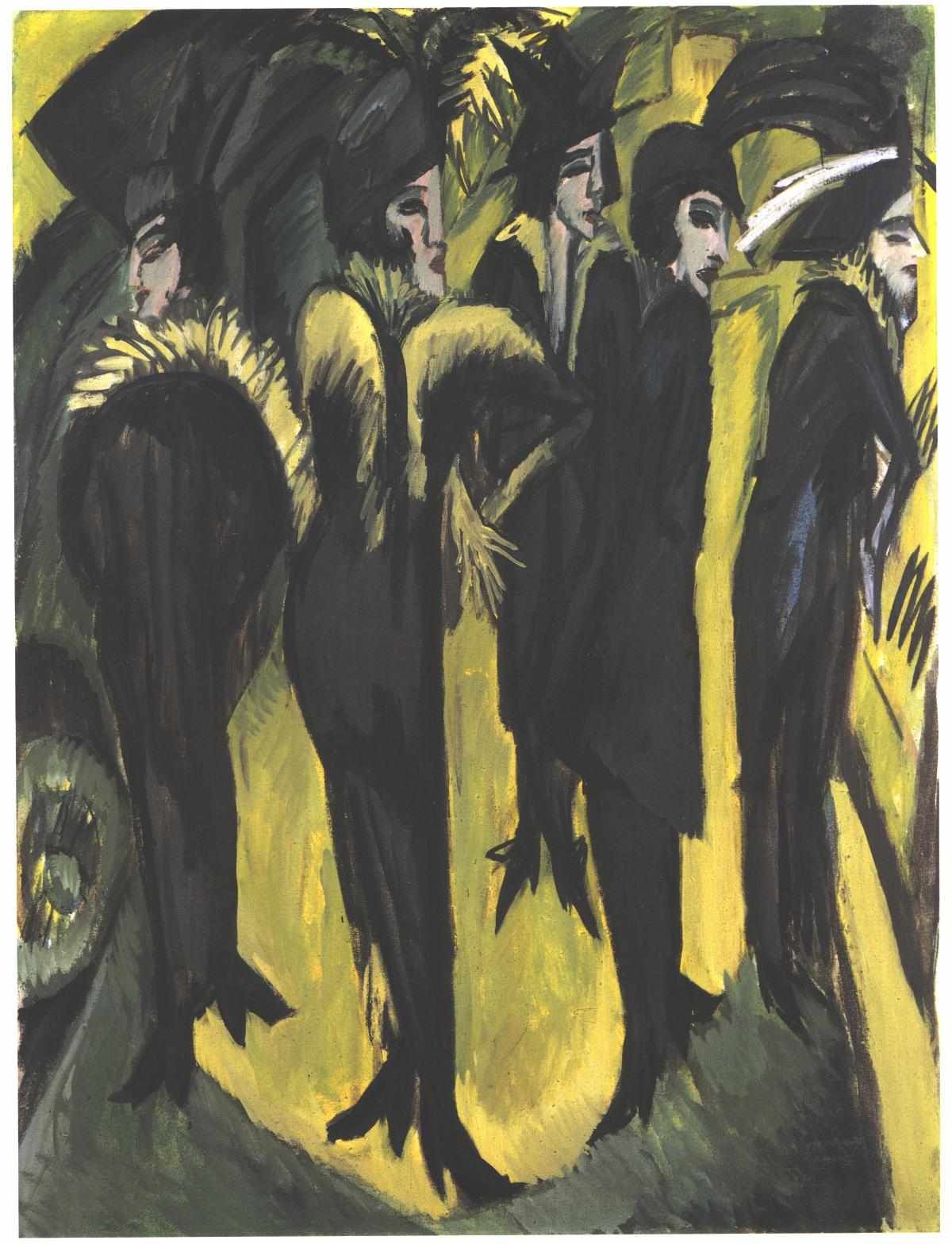
街の5人の女（1913年） "Fünf Frauen auf der Straße"
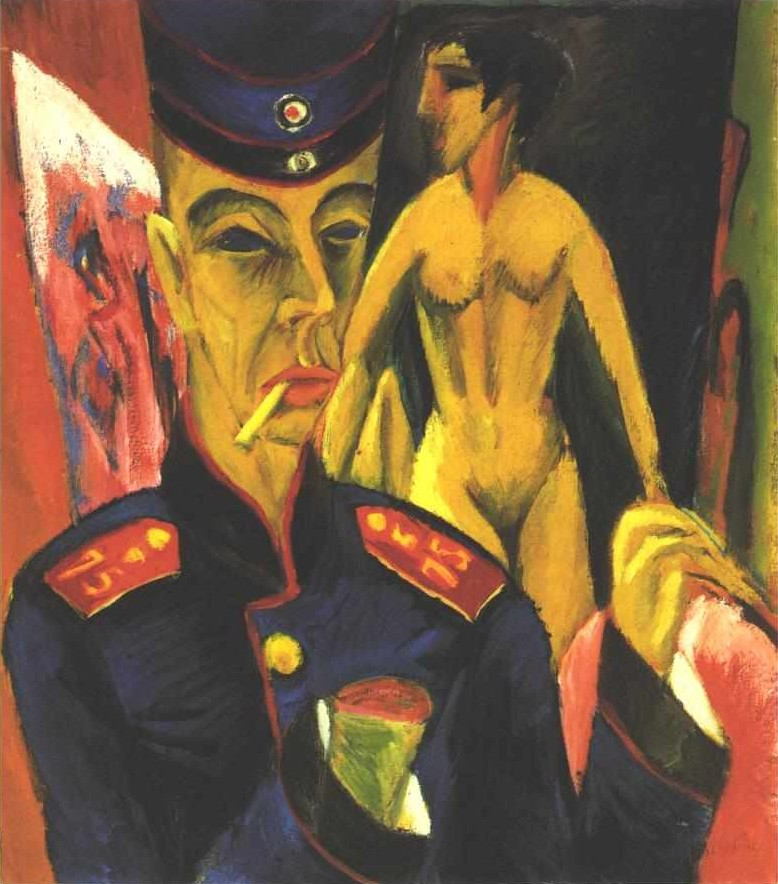
兵士としての自画像（1915年） "Selbstbildnis als Soldat"
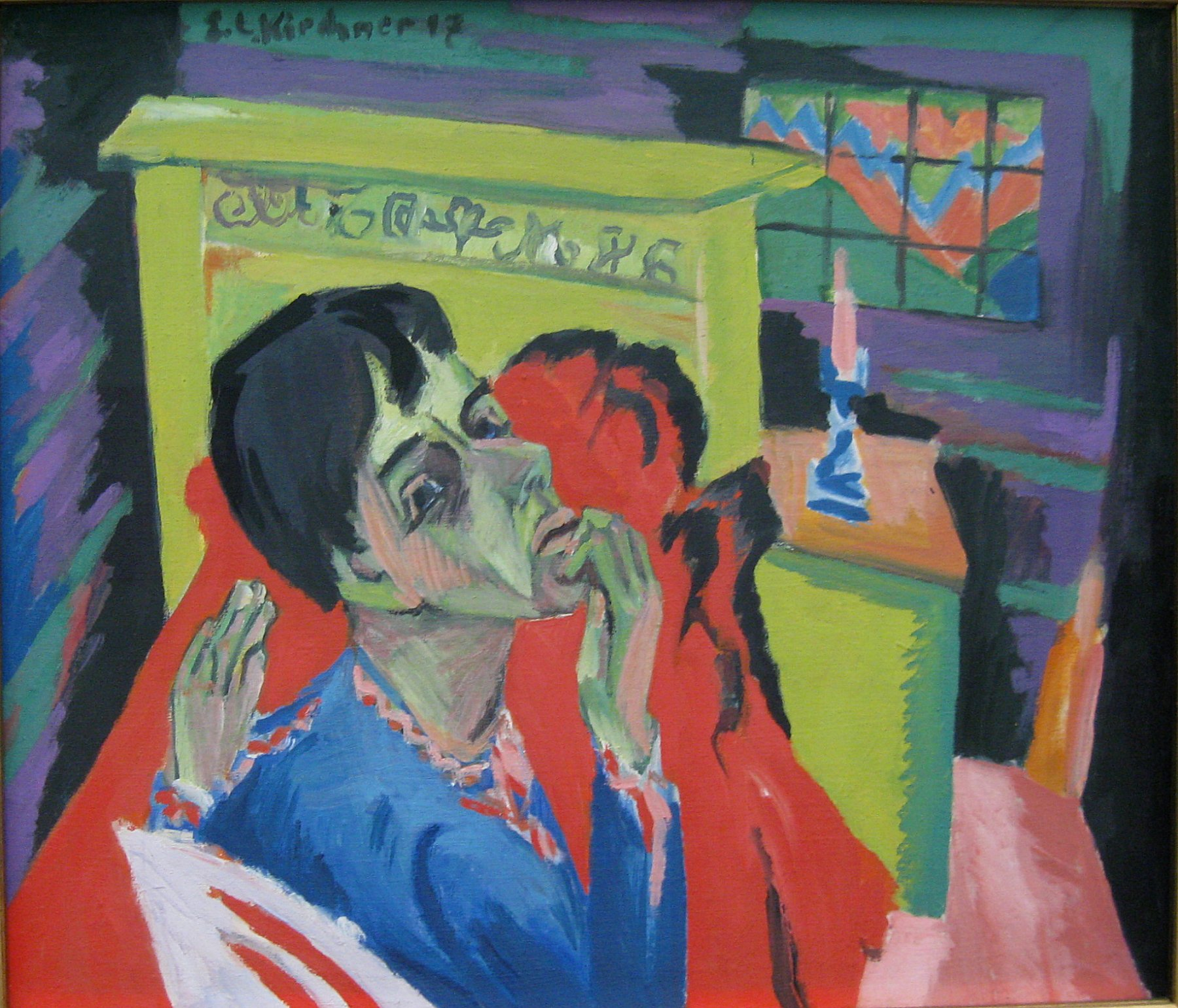
病人としての自画像（1918年） "Selbstbildnis als Kranker"
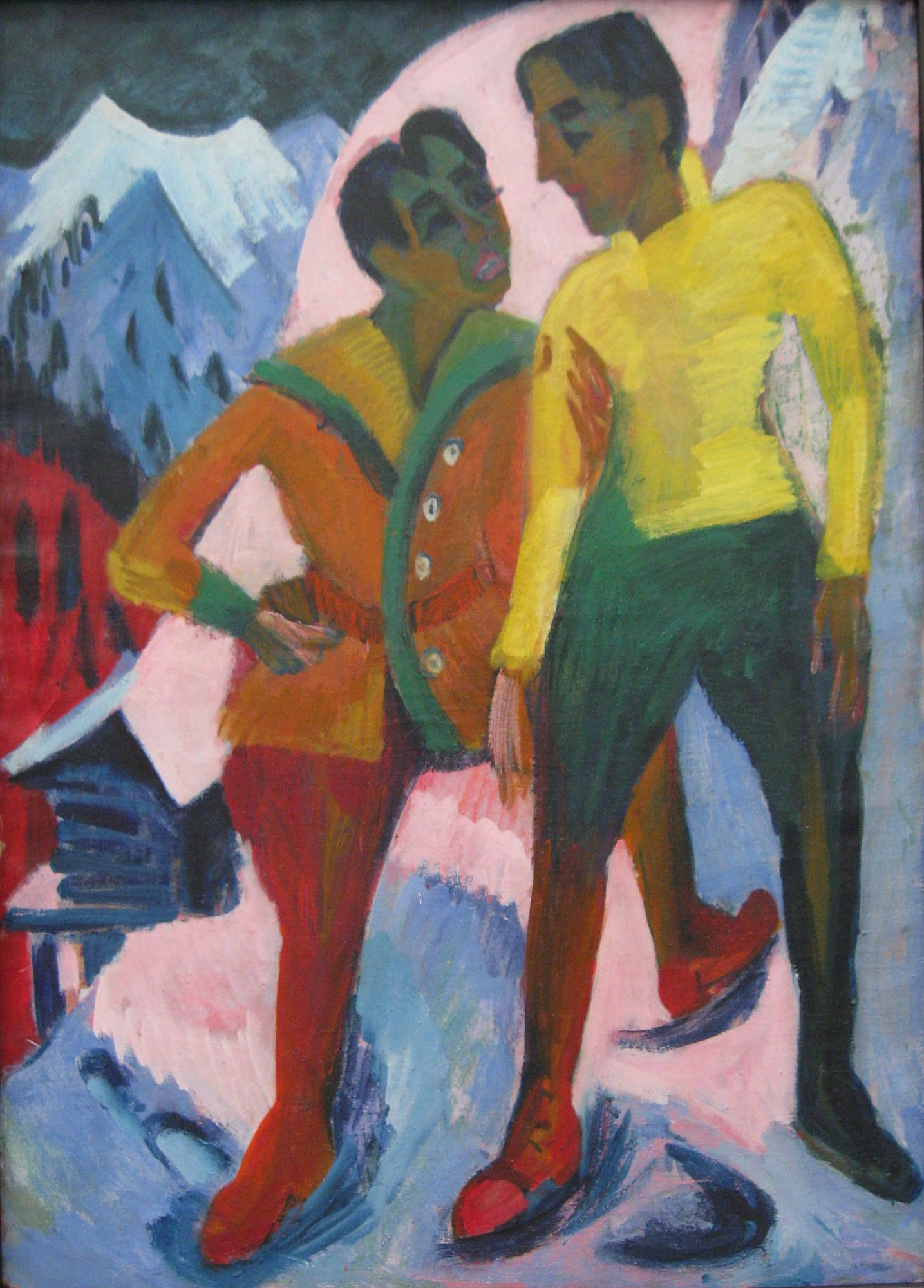
二人の兄弟（1921年） "Zwei Brüder M"
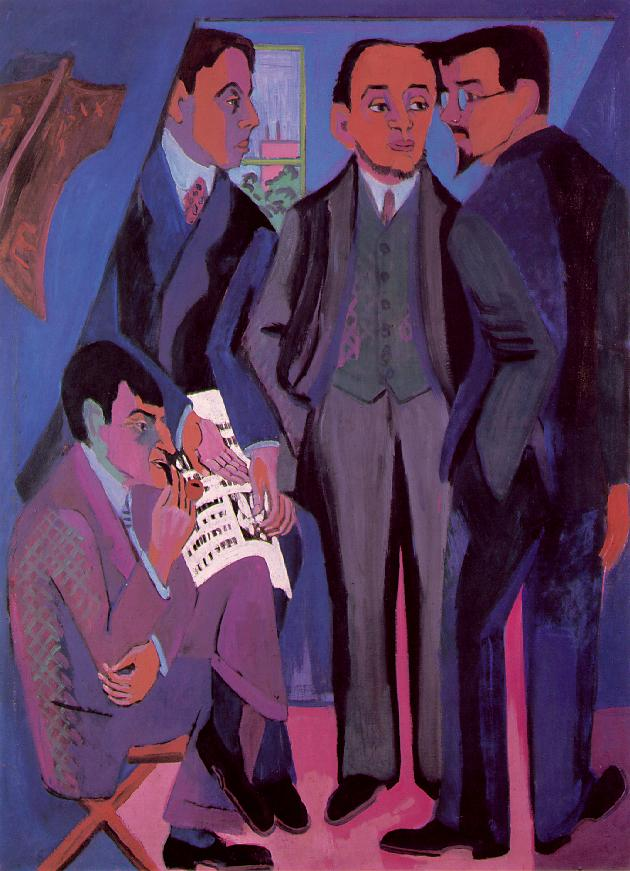
「ブリュッケ」の画家たちの肖像（1926-1927年） "Eine Künstlergruppe"